# Chapaize
Chapaize è un comune francese di 135 abitanti situato nel dipartimento della Saona e Loira nella regione della Borgogna-Franca Contea.

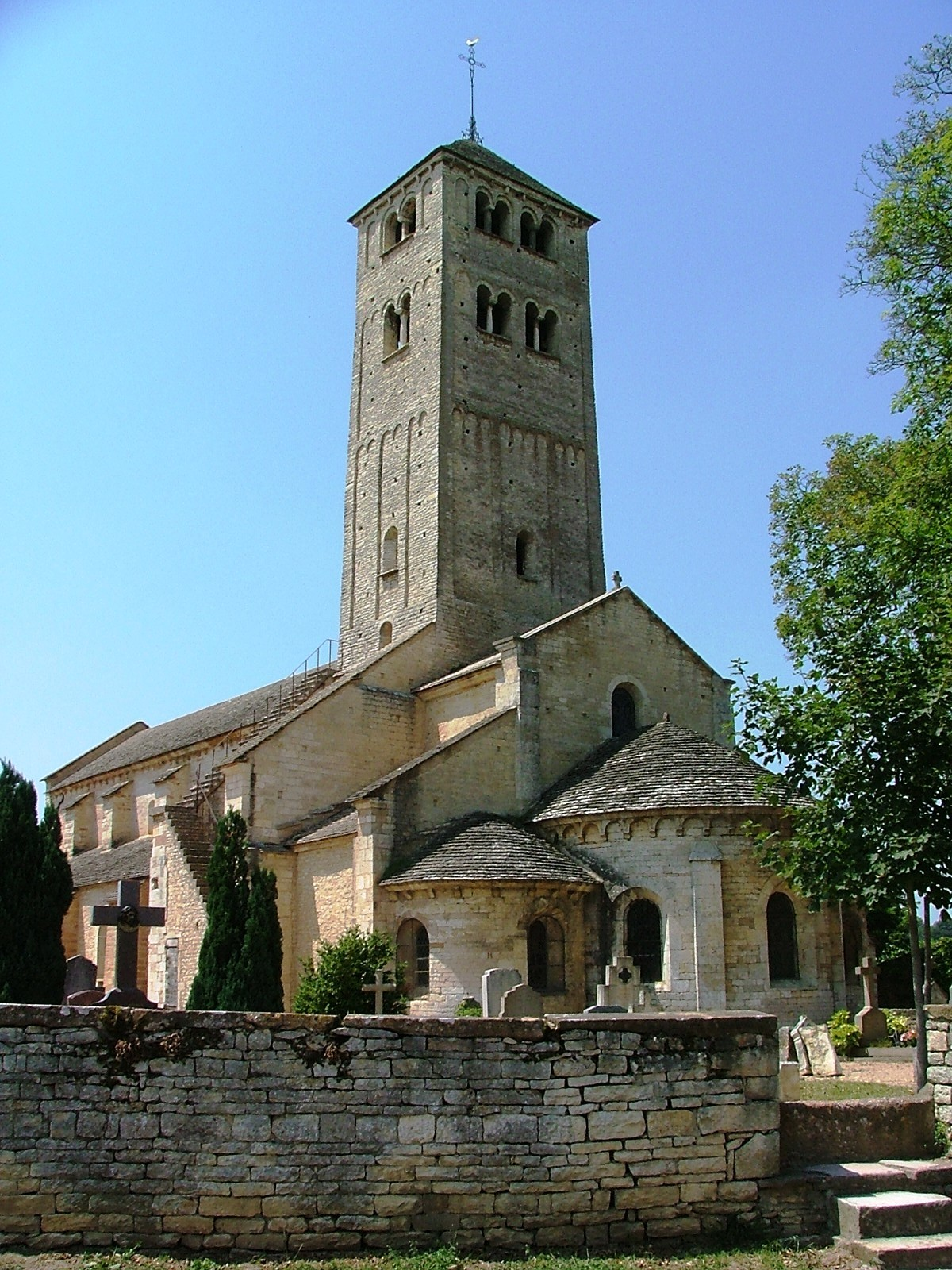
La chiesa

## Società

### Evoluzione demografica
Abitanti censiti